# Ermita de San Sebastián (Sanlúcar de Barrameda)

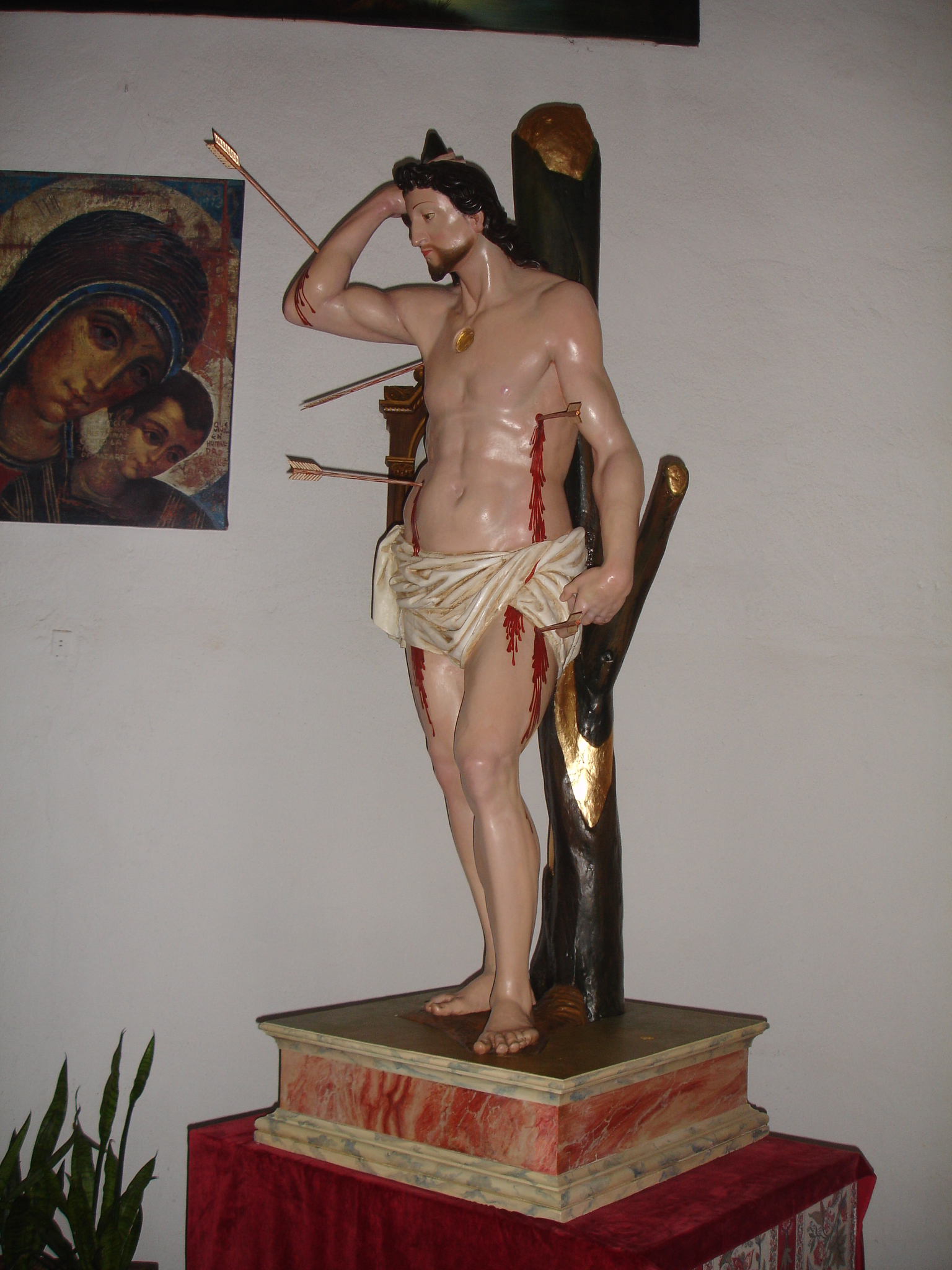
Imagen escultórica de San Sebastián, Sanlúcar de Barrameda, 1650.

La ermita de San Sebastián fue un templo católico situado en el municipio español de Sanlúcar de Barrameda, en la andaluza provincia de Cádiz.
El lugar de su antigua ubicación parte del Conjunto histórico-artístico y de la Ciudad-convento de Sanlúcar de Barrameda.
Velázquez-Gaztelu supone que la ermita se fundó hacia el año 1507, cuando el reino de Sevilla sufrió una gran epidemia, aunque la primera mención a la misma es de 1516. Con motivo de otras epidemias, en 1612 el cabildo hizo voto de celebrar anualmente la fiesta del santo y en 1624 lo reconoció como uno de los patronos y especiales abogados de la ciudad, celebrándole vísperas y haciéndole procesión desde la Parroquia de la O hasta su ermita, la cual se mantenía en la segunda mitad del siglo XVIII. 
En 1641 ocuparon la ermita una comunidad de Carmelitas Calzados, que permanecieron en ella apenas un mes. Durante la gran epidemia de los años 1648 y 1649, la ermita de San Sebastián y la Ermita de San Antonio Abad fueron habilitadas como lazaretos, trasladándose las imágenes titulares a la Parroquia de la O. En 1650, la Hermandad de San Sebastián, encargó una nueva imagen y el cabildo, que era patrón de la ermita y la hermandad, dio una limosma para la reparación de la ermita, que había quedado muy maltratada por su uso como lazareto. 
La primitiva ermita tenía tres naves y un pórtico de tres arcos, suprimiéndose posteriormente en un momento indeterminado las naves laterales y quedando reducida a un solo cañón, conservándose el pórtico. En la segunda mitad del siglo XVIII la cofradía de San Sebastián seguía existiendo, aunque muy decaída, y estaba formada principalmente por los hortelanos de la zona. El entorno de la ermita recibía el nombre de "ejido de San Sebastián" y de "Palmar de San Sebastián" (conocido hoy en día simplemente como "el Palmar"), donde actualmente se levanta la Parroquia de Nuestra Señora de los Ángeles y San Sebastián.